# Stemnitsa
Stemnitsa (griechisch Στεμνίτσα (f. sg.), zwischen 1915 und 1976 offiziell Ύψους Ypsous, in der Antike Ὑψοῦς Hypsous) ist ein Bergdorf mit dem Status einer Ortsgemeinschaft im zentralen Hochland von Arkadien. Es gehört zum Gemeindebezirk Trikoloni der Gemeinde Gortynia. Zusammen mit den heute unbewohnten Kloster des Heiligen Johannes des Täufers war es seit 1912 eine selbständige Landgemeinde (kinotita), ab 1995 Stadtgemeinde (dimos). 1997 erfolgte die Eingemeindung nach Trikoloni, das 2011 in der neu geschaffenen Gemeinde Gortynia aufging.
Der kleine Ort liegt auf knapp 1100 m, umgeben von höheren Bergen und tiefen Tälern, wie dem des Lousios-Flusses. In der südwestlichen Ferne (ca. 20 km) erkennt man gut die in 400 m liegende, große Ebene von Megalopoli. Die ganze Umgebung, Berge und Täler und  teilweise auch die Ebene sind dicht bewaldet. Wasser gibt es reichlich – auch im trockenen Sommer – aus ständig fließenden Quellen und Bächen.
Im Sommer immer ein paar Grad kühler als tiefer gelegene Orte, ist es eine Sommerfrische- und Winter-Sport-Attraktion geworden. Zwar ist Arkadien, insbesondere das Hochland, sehr grün und dicht bewaldet, Topologie und Klima aber ließen immer schon nur Hirten- und Weidewirtschaft zu. Für Okkupanten aus ‚Übersee‘ und den umliegenden Teilen des Peloponnes war Arkadien daher immer wenig interessant. Alles zusammen bewirkte, dass Arkadien eine Idylle blieb – seit 3000 Jahren und bis heute. Stemnitsa wie auch der 7 km nördlicher gelegene Ort Dimitsana sind charakteristische Siedlungen in dieser Umgebung.
Auf dem Weg von der Westküste über Olympia, oder von den beiden Zentren Megalopoli und Tripoli aus sind die für Arkadien typischen Orte Stemnitsa und Dimitsana trotz ausgebauter Straßen auch heute noch nur mühsam zu erreichen.
Nach dem  Zweiten Weltkrieg setzte eine Landflucht (nach Athen und ins Ausland) ein, so dass von den einst ca. 4.000 Einwohnern nunmehr nur noch gut 100 ständig in Stemnitsa leben. Viele der massiven Natursteinhäuser standen danach zwar leer; Nutzungen als Zweitwohnsitze, ein bescheidener Sommer- und Wintertourismus, eine 1978 gegründete Gold- und Siberschmiede-Schule mit handwerklich-gewerblichem Umfeld sorgen jedoch für ein intaktes schmuckes Erscheinungsbild des Ortes.
Stemnitsa und Dimitsana waren in der Zeit des griechischen Kampfes um die Befreiung von der Herrschaft der Osmanen nicht nur für ihr Freiheitsidol (vgl. Theodoros Kolokotronis und Griechische Revolution) wichtige Zufluchtsorte. In den Bergdörfern und den Klöstern unten in der Schlucht des Lousios hielt sich auch dauerhaft noch die griechische Sprache, als sie im osmanisch besetzten Peloponnes kaum noch gesprochen wurde. Unten in der Schlucht, im Kloster Philosophou (vgl. Lousios-Schlucht), das für die türkischen Besatzer unerreichbar war, wurden griechische Sprache und Kultur gelehrt und überliefert.
Stemnitsa war für Arkadien vom 17. bis ins 20. Jahrhundert ein wichtiges Zentrum des Handwerks. Von den untergegangenen Handwerken Glockengießerei, Zinn-, Kupfer-, Messingverarbeitung, Lederverarbeitung, Silber- und Goldschmieden zeugt das 1992 eröffnete Stemnitsa Folk Museum.
Um den pittoresken Marktplatz finden sich ein paar Tavernen, Restaurants und Übernachtungsmöglichkeiten.